# Jair Tjon En Fa
Jair Tjon En Fa, né le 19 octobre 1993 à Paramaribo, est un coureur cycliste surinamien, spécialiste des épreuves de vitesse sur piste.

## Biographie
Jair Tjon En Fa commence le cyclisme en 2007. Dès l'année suivante, il est double champion du Suriname sur route chez les juniors (moins de 19 ans). En 2009, il remporte à 15 ans le titre de champion du Suriname sur route avec les élites. Sur le contre-la-montre individuel, il termine quatrième. Aux Jeux Inter-Guyane, il remporte le contre-la-montre par équipes (avec Moses Rickets, Murvin Arumjo et Nigel Sloot) et la course en ligne juniors.
En 2011, à 18 ans, il déménage en Floride, aux États-Unis. Il étudie à l'école secondaire de St. Brendan et poursuit son entraînement en cyclisme en vue des Jeux olympiques de 2016. En 2012, il participe à un tournoi de vitesse à l'Omnisport Apeldoorn, aux Pays-Bas et se classe deuxième derrière l'Allemand Sebastian Döhrer. Le même mois, il remporte le Grand Prix Jan Derksen à Amsterdam, devant les Néerlandais Hylke van Grieken et Rigard van Klooster, après avoir signé le meilleur temps des qualifications sur 200 mètres. Il vit et s'entraîne alternativement, en Suisse, à Apeldoorn et aux États-Unis. Il a refusé de prendre la nationalité néerlandaise, pour représenter son pays natal. 
En 2014, il décroche la médaille de bronze de la vitesse aux Jeux d'Amérique centrale et des Caraïbes. En 2016, il est médaillé d'argent aux championnats panaméricains, puis médaillé de bronze l'année suivante. À l'issue de la saison 2017, il est élu sportif de l'année au Suriname.
Le 6 septembre 2019, à l'occasion des championnats panaméricains, en 9 s 249, il bat le record du monde du 200 mètres, départ lancé, détenu par François Pervis depuis 2013. Cependant sa meilleure marque mondiale ne tient qu'une poignée de secondes, le temps que Nicholas Paul lui subtilise le record. Il atteint la finale du tournoi de vitesse, mais perd en finale face à Nicholas Paul et décroche donc une nouvelle médaille d'argent.
En août 2021, il est sélectionné pour les Jeux olympiques de Tokyo, où il dispute la vitesse et le keirin. Il est avec le nageur Renzo Tjon-A-Joe l'un des deux olympiens à représenter le Suriname à Tokyo. Lors du keirin, après être passé par les repêchages pour se qualifier pour les quarts de finale, il accède à la finale. Lors de celle-ci, il devance Matthew Glaetzer et Maximilian Levy, mais échoue à la quatrième place. Il devient le deuxième athlète de son pays à atteindre une finale olympique après le nageur Anthony Nesty, champion olympique en 1988 et médaillé de bronze en 1992.

## Palmarès sur piste

### Jeux olympiques
- Tokyo 2020
  - 4e du keirin
  - 13e de la vitesse individuelle

### Championnats du monde
- Minsk 2013
  - 40e de la vitesse individuelle[8] (éliminé au tour qualificatif[9]).
- Londres 2016
  - 23e de la vitesse individuelle[10] (éliminé en 1/16e de finale[11]).
- Hong Kong 2017
  - 16e de la vitesse individuelle[12] (éliminé en 1/8e de finale[13]).
- Apeldoorn 2018
  - 31e de la vitesse individuelle (éliminé au tour qualificatif)[14]
- Pruszków 2019
  - 17e de la vitesse (éliminé en seizièmes de finale)[15]
- Berlin 2020
  - 16e de la vitesse individuelle[16] (éliminé en huitièmes de finale[17]).
- Roubaix 2021
  - 9e de la vitesse individuelle[18] (éliminé en huitièmes de finale[19]).
  - 11e du keirin[20] (éliminé au deuxième tour[21]).
- Saint-Quentin-en-Yvelines 2022
  - 8e de la vitesse individuelle[22] (éliminé en quarts de finale[23]).
  - 16e du keirin[24] (éliminé en quarts de finale[25]).
- Glasgow 2023
  - 10e de la vitesse individuelle[26] (éliminé en huitièmes de finale[27]).
  - 13e du keirin[28] (éliminé en quarts de finale[29]).
- Ballerup 2024
  - 19e du keirin[30].

### Coupe des nations
- 2024
  - 2e de la vitesse individuelle à Milton

### Ligue des champions
- 2021
  - 3e du keirin à Londres

### Jeux panaméricains
- Toronto 2015
  - Sixième du keirin[31]
  - Neuvième de la vitesse individuelle[32]
- Lima 2019
  - Cinquième du keirin[33]
  - Sixième de la vitesse individuelle[34]
- Santiago 2023
  -  Médaillé d'argent de la vitesse individuelle
  - Cinquième du keirin[35]

### Jeux d'Amérique centrale et des Caraïbes
- Veracruz 2014
  -  Médaillé de bronze de la vitesse
  - Septième du keirin[36]

### Jeux sud-américains
- Santiago 2014
  - Quatrième de la vitesse
  - Huitième du keirin

### Championnats panaméricains
- Aguascalientes 2014
  - Huitième de la vitesse individuelle[37].
- Aguascalientes 2016
  -  Médaillé d'argent de la vitesse individuelle.
  - 12e du keirin[38].
- Couva 2017
  -  Médaillé de bronze de la vitesse individuelle.
- Aguascalientes 2018
  - Quatrième de la vitesse individuelle[39].
  - Septième du keirin[40].
- Cochabamba 2019
  -  Médaillé d'argent de la vitesse individuelle.
- Lima 2022
  -  Médaillé d'argent de la vitesse individuelle.
- San Juan 2023
  -  Médaillé d'argent de keirin
  -  Médaillé de bronze de la vitesse individuelle
- Los Angeles 2024
  - Quatrième de la vitesse individuelle[41]
  - Septième du keirin[42]

## Palmarès sur route
- 2008
  -  Champion du Suriname sur route juniors
  -  Champion du Suriname du contre-la-montre juniors
- 2009
  -  Champion du Suriname sur route
  -  Médaillé d'or de la course en ligne juniors aux Jeux Inter-Guyanes
  -  Médaillé d'or du contre-la-montre par équipes juniors aux Jeux Inter-Guyanes (avec Moses Rickets, Murvin Arumjo et Nigel Sloot)